# إلوداي كين
إلوداي كين (بالإنجليزية: Elodie Keene)‏ هي مخرجة أمريكية، ولدت في 10 أبريل 1949 في بيركيلي في الولايات المتحدة.

## وصلات خارجية
- إلوداي كين على موقع IMDb (الإنجليزية)
- إلوداي كين على موقع ألو سيني (الفرنسية)
- إلوداي كين على موقع أول موفي (الإنجليزية)
- إلوداي كين على موقع قاعدة بيانات الأفلام السويدية (السويدية)
- إلوداي كين على موقع قاعدة بيانات الفيلم (الإنجليزية)
- إلوداي كين على موقع كينوبويسك (الروسية)